# António José Antunes Sobrinho
António José Antunes Sobrinho (Vieira do Minho, Caniçada, Penedo, 1814 - Braga, 16 de Maio de 1888), 1.º Visconde de Penedo, foi um empresário comercial português.

## Família
Filho de Francisco Matias Antunes e de sua mulher Teresa Bernardina Barbosa, neto paterno de José António Antunes e de sua mulher Maria Custódia de Araújo e neto materno de Leonardo Luís e de sua mulher Antónia Luísa.

## Biografia
Seguiu muito novo para o Brasil como emigrante. Residiu muitos anos no Pará entregue à vida comercial, onde conseguiu fortuna, criando ali uma importante firma. De regresso a Portugal ficou a viver em Braga, onde se tornou muito considerado.
O título de 1.º Visconde de Penedo foi-lhe concedido, em sua vida, por Decreto de D. Luís I de Portugal de 10 de Junho de 1885.

## Casamento e descendência
Casou com Joaquina Rosa Vieira, da qual teve uma única filha: 
- Ilídia Augusta Antunes (Vieira do Minho - ?), Representante do Título de Viscondessa de Penedo, casada com Manuel José Pereira Pinheiro (Braga, São João do Souto, 4 de Julho de 1857 - ?), com geração

O atual representante do título é seu bisneto José Antunes Rodrigues Ferreira.